# Gmina Omišalj
Gmina Omišalj (chorw. Općina Omišalj) – gmina w Chorwacji, w żupanii primorsko-gorskiej. W 2011 roku liczyła  2983 mieszkańców.